# Suleiman Al-Salman
Suleiman Al-Salman (en árabe: سليمان موفق السلمان‎; Ar Ramtha, Jordania, 16 de julio de 1986) es un exfutbolista de Jordania que jugaba en la posición de lateral derecho.

## Carrera

### Club
| Periodo   | Club                               |
| --------- | ---------------------------------- |
| 2005-2014 | Al-Ramtha SC                       |
| 2009      | → Ittihad Al-Ramtha (cedido)       |
| 2011      | → Al-Wehda Mecca (cedido)          |
| 2012      | → Muharraq Club (cedido)           |
| 2014-2015 | Al-Faisaly Amman                   |
| 2015-2016 | Al-Hussein Irbid                   |
| 2016–2018 | Al-Ramtha SC                       |
| 2017-2018 | → Mansheyat Bani Hasan SC (cedido) |
| 2018-2020 | Al-Buqa'a                          |

### Selección nacional
Jugó para Jordania en 29 ocasiones de 2010 a 2012, participó en el Campeonato de la WAFF 2010 y la Copa Asiática 2011.

## Logros
- Copa de Jordania (1): 2014-15
- Supercopa de Jordania (1): 2015